# هيئة النقل في لندن
هيئة النقل في لندن (بالإنجليزية: Transport for London)‏ هي الهيئة الحكومية المحلية المسؤولة عن معظم جوانب نظام النقل في لندن الكبرى في إنجلترا. ويتمثل دورها في تنفيذ إستراتيجية النقل وإدارة خدمات النقل عبر لندن. مكتبها الرئيسي في وندسور هاوس في مدينة وستمنستر.
هيئة النقل في لندن هي المسئولة عن معظم المواصلات في المدينة وتقوم بتنفيد إستراتيجية العمدة في مجال المواصلات.

## تاريخ
تم إنشاء هيئة النقل في لندن والمعروفة باختصار TfL في عام 2000 كجزء من هيئات لندن الكبرى بموجب قانون مصلحة لندن الكبرى عام 1999. [3] وحصلت على معظم مهامها من الهيئة السابقة إدارة النقل الإقليمية في لندن في عام 2000. وكان أول مفوض من TfL بوب كايلي. وكان أول رئيس بلدية في لندن كين ليفينغستون، وكان نائب الرئيس الأول ديف تزل. ظل ليفينغستون ويتزيل في منصبه حتى انتخاب بوريس جونسون عمدة في عام 2008.
لم تستلم هيئة النقل في لندن مسؤولية مترو أنفاق لندن حتى عام 2003، بعد أن تم الاتفاق على الشراكة بين القطاعين العام والخاص وكان التأخير بسبب الجدل حول أعمال الصيانة. حيث كانت هيئة مكتب النقل العام سابقا وظيفة من وظائف شرطة العاصمة.
هيئة النقل في لندن لا زالت تحتفظ بمجموعة السجلات التجارية وللهيئة التي سبقتها وشركات النقل. وتحمل بعض السجلات السابقة أيضا اسم مجموعة هيئة النقل في لندن وذلك ضمن المحفوظات من أرشيف متروبوليتان لندن.
وبعد التفجيرات التي حدثت في نظام المترو تحت الأرض والحافلة في 7 تموز 2005، تم وضع العديد من الموظفين في قائمة التكريم لعام 2006 بسبب الأعمال التي قدموها حيث ساعدوا الناجين وعاونوا الهيئات في إزالة آثارها، وما حصلت حينئذ إعادة تشغيل نظام النقل، والحصول على الملايين من الركاب العائدين من لندن في نهاية يوم العمل ذاك. تلك القائمة ضمت كل من بيتر هندى الذي كان في ذلك الوقت رئيس قسم النقل البري، وتيم أوتول رئيس شعبة مترو الأنفاق، وشملت آخرون أمثال ديفيد بويس مشرف المحطة مترو أنفاق لندن جون بويل سائق قطار مترو أنفاق لندن و بيتر ساندرز مدير مجموعة محطة مترو أنفاق لندن و ألان ديل مدير شبكة الاتصال لحافلات لندن وجون جاردنر مدير التخطيط.

## وصلات خارجية
- الموقع الرسمي